# Лядо (Вілейський район)
Ля́до (біл. Ляда, рос. Лядо) — село в складі Вілейського району Мінської області, Білорусь. Село підпорядковане Іжовській сільській раді, розташоване в північній частині області.

## Історія
У 1921–1945 роках село знаходилось у Польщі, у Вільнюськім воєводстві, Вілейського повіту, у гміні Ілля, з 1932 у гміні Вішнева.

## Населення
- 1921 рік — 87 людини, 13 будинків[1].
- 1931 рік — 88 людини, 12 будинків[2].